# Bellac
Bellac est une commune française située dans le département de la Haute-Vienne, en région Nouvelle-Aquitaine. Ville du comté de la Marche sous l'Ancien Régime, Bellac est une des sous-préfectures du département : son arrondissement couvre huit cantons et 63 communes.
Ses habitants sont appelés les Bellachons.
La commune de Bellac est labellisée Village étape depuis 2010. 

## Géographie

### Localisation

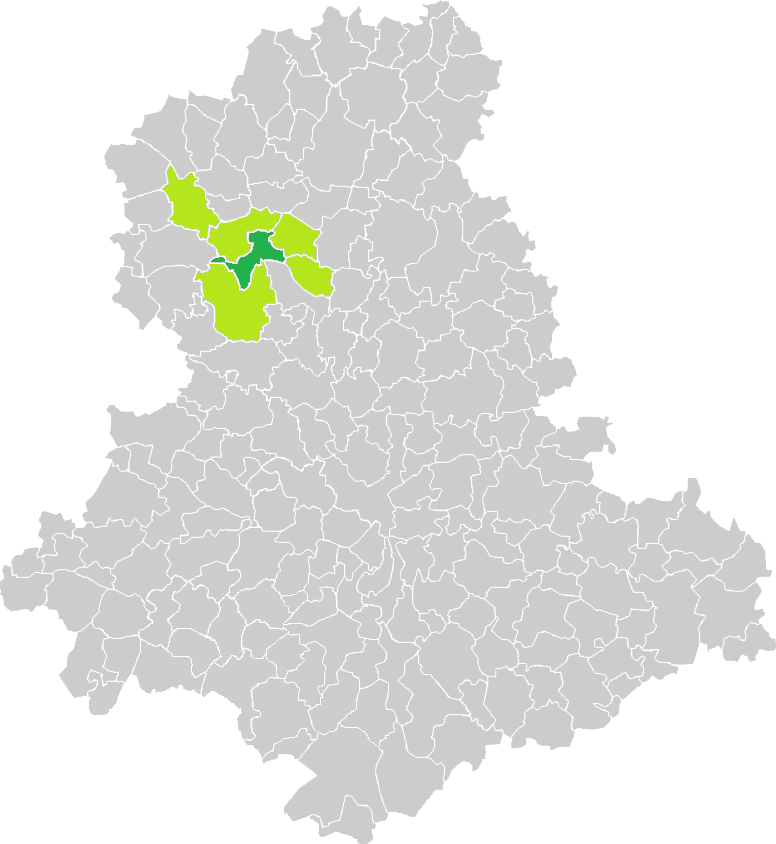
Situation de la commune de Bellac en Haute-Vienne.

La ville de Bellac se situe près des monts de Blond, dans le Nord-Ouest de la Haute-Vienne et dans le nord du Limousin. La ville bénéficie d'un environnement préservé fait de paysages pastoraux et de forêts, traversé par de nombreux cours d'eau dont les plus importants sont la Bazine, le Vincou (affluent de la Gartempe et apprécié  pour la pêche).
Bellac se situe dans le Centre-Ouest de la France, permettant ainsi la proximité de nombreuses villes importantes. Ville charnière entre le Limousin, les Charentes, le Poitou et le Berry, Bellac est à 380 km de Paris, 230 km de Bordeaux, 330 km de Toulouse, 245 km de Clermont-Ferrand, 105 km de Châteauroux, 100 km d'Angoulême, 80 km de Poitiers, 70 km de Guéret et 45 km de Limoges.

Représentations cartographiques de la commune
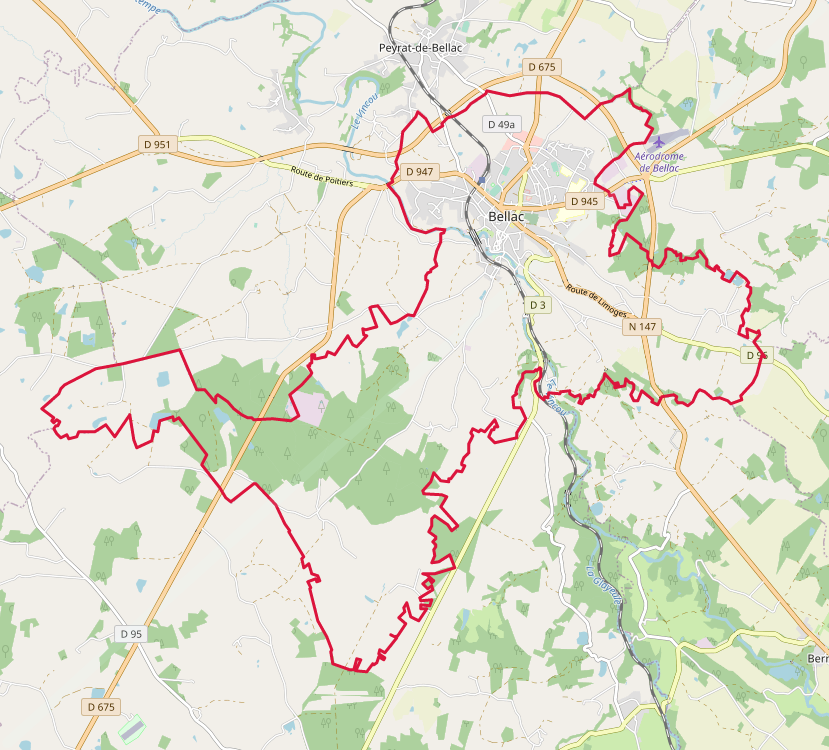
Carte OpenStreetMap.
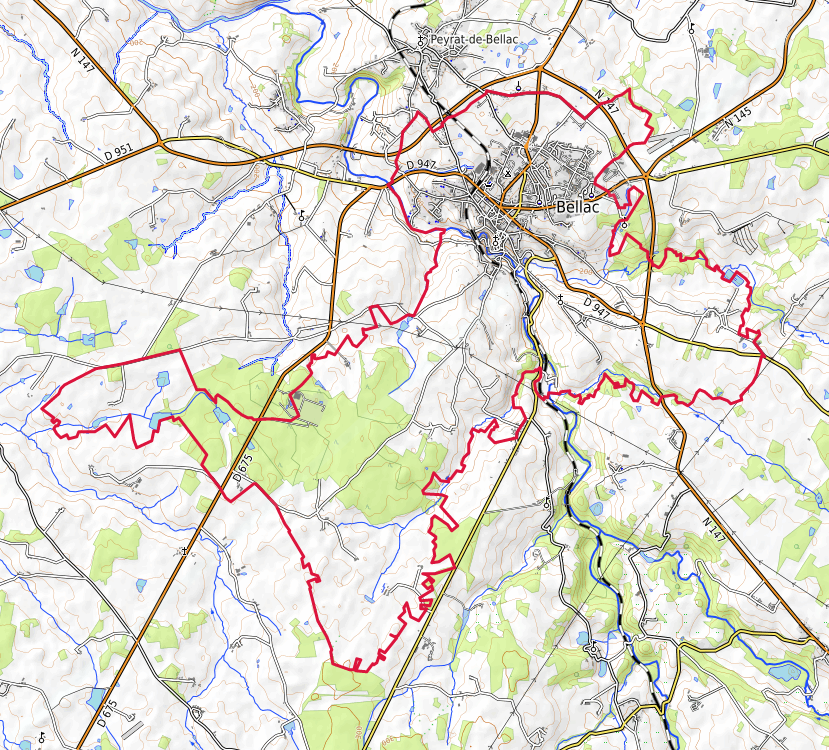
Carte topographique.

### Communes limitrophes
Les communes limitrophes sont Peyrat-de-Bellac, Blond, Berneuil, Blanzac, Saint-Junien-les-Combes et Val d'Issoire.
|               | Peyrat-de-Bellac |                         |
| Val d'Issoire | Bellac           | Blanzac                 |
| Blond         | Berneuil         | Saint-Junien-les-Combes |

### Climat
Le climat qui caractérise la commune est qualifié, en 2010, de « climat océanique altéré », selon la typologie des climats de la France qui compte alors huit grands types de climats en métropole. En 2020, la commune ressort du même type de climat dans la classification établie par Météo-France, qui ne compte désormais, en première approche, que cinq grands types de climats en métropole. Il s’agit d’une zone de transition entre le climat océanique, le climat de montagne et le climat semi-continental. Les écarts de température entre hiver et été augmentent avec l'éloignement de la mer. La pluviométrie est plus faible qu'en bord de mer, sauf aux abords des reliefs.
Les paramètres climatiques qui ont permis d’établir la typologie de 2010 comportent six variables pour les températures et huit pour les précipitations, dont les valeurs correspondent à la normale 1971-2000. Les sept principales variables caractérisant la commune sont présentées dans l'encadré ci-après.
| Paramètres climatiques communaux sur la période 1971-2000 - Moyenne annuelle de température : 11,3 °C - Nombre de jours avec une température inférieure à −5 °C : 3,5 j - Nombre de jours avec une température supérieure à 30 °C : 5,3 j - Amplitude thermique annuelle : 15 °C - Cumuls annuels de précipitation : 903 mm - Nombre de jours de précipitation en janvier : 13,1 j - Nombre de jours de précipitation en juillet : 7,5 j |

Avec le changement climatique, ces variables ont évolué. Une étude réalisée en 2014 par la Direction générale de l'Énergie et du Climat complétée par des études régionales prévoit en effet que la  température moyenne devrait croître et la pluviométrie moyenne baisser, avec toutefois de fortes variations régionales. La station météorologique de Météo-France installée sur la commune et en service de 1996 à 2012 permet de connaître l'évolution des indicateurs météorologiques. Le tableau détaillé pour la période 1981-2010 est présenté ci-après.
| Mois                                  | jan.           | fév.           | mars           | avril         | mai           | juin          | jui.          | août          | sep.          | oct.          | nov.          | déc.           | année      |
| ------------------------------------- | -------------- | -------------- | -------------- | ------------- | ------------- | ------------- | ------------- | ------------- | ------------- | ------------- | ------------- | -------------- | ---------- |
| Température minimale moyenne (°C)     | 1,6            | 1,6            | 3,3            | 5,2           | 9             | 12            | 13,1          | 13,1          | 9,8           | 8,4           | 3,9           | 1,6            | 6,9        |
| Température moyenne (°C)              | 4,8            | 5,7            | 8,3            | 10,6          | 14,6          | 18            | 19,4          | 19,6          | 16            | 13            | 7,6           | 4,9            | 11,9       |
| Température maximale moyenne (°C)     | 8,1            | 9,8            | 13,3           | 16            | 20,2          | 24,1          | 25,6          | 26            | 22,3          | 17,6          | 11,2          | 8,2            | 16,9       |
| Record de froid (°C) date du record   | −11,9 09.01.09 | −17,5 09.02.12 | −12,6 01.03.05 | −3,4 17.04.12 | −1,4 14.05.10 | 2,9 03.06.06  | 5 22.07.08    | 3,7 29.08.98  | −1,3 25.09.02 | −6,9 30.10.97 | −10 24.11.98  | −12,8 31.12.96 | −17,5 2012 |
| Record de chaleur (°C) date du record | 18,2 05.01.99  | 23,3 15.02.98  | 25,2 19.03.05  | 30,5 30.04.05 | 32,2 30.05.01 | 36,9 27.06.11 | 36,5 21.07.06 | 39,5 09.08.03 | 34,2 03.09.05 | 29 01.10.11   | 22,3 02.11.11 | 17,7 07.12.00  | 39,5 2003  |
| Précipitations (mm)                   | 76,4           | 65,8           | 73,7           | 86,5          | 88,9          | 64,7          | 59,9          | 74,4          | 62,6          | 85,4          | 97,5          | 86,5           | 922,3      |

## Urbanisme

### Typologie
Au 1er janvier 2024, Bellac est catégorisée bourg rural, selon la nouvelle grille communale de densité à sept niveaux définie par l'Insee en 2022.
Elle appartient à l'unité urbaine de Bellac, une agglomération intra-départementale regroupant deux  communes, dont elle est ville-centre,,. Par ailleurs la commune fait partie de l'aire d'attraction de Bellac, dont elle est la commune-centre,. Cette aire, qui regroupe 11 communes, est catégorisée dans les aires de moins de 50 000 habitants,.

### Occupation des sols

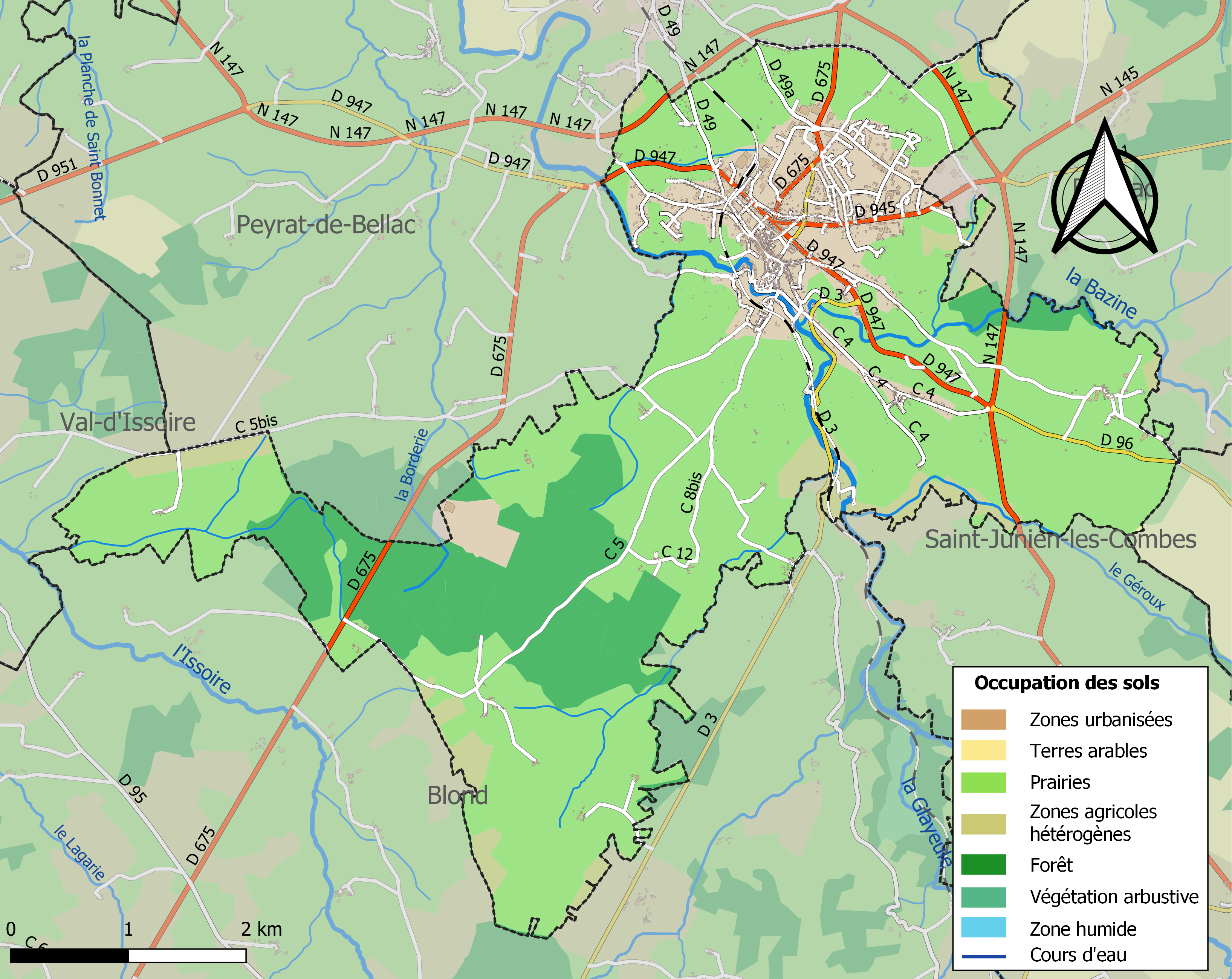
Carte des infrastructures et de l'occupation des sols de la commune en 2018 (CLC).

L'occupation des sols de la commune, telle qu'elle ressort de la base de données européenne d’occupation biophysique des sols Corine Land Cover (CLC), est marquée par l'importance des territoires agricoles (71,1 % en 2018), en diminution par rapport à 1990 (72,2 %). La répartition détaillée en 2018 est la suivante : prairies (65,7 %), forêts (16,2 %), zones urbanisées (8,3 %), zones agricoles hétérogènes (5,3 %), zones industrielles ou commerciales et réseaux de communication (3,4 %), mines, décharges et chantiers (1 %). L'évolution de l'occupation des sols de la commune et de ses infrastructures peut être observée sur les différentes représentations cartographiques du territoire : la carte de Cassini (XVIIIe siècle), la carte d'état-major (1820-1866) et les cartes ou photos aériennes de l'IGN pour la période actuelle (1950 à aujourd'hui).

### Voies de communication et transports
Bellac se situe au croisement de la RN 145 (route Centre-Europe Atlantique - RCEA), de la RN 147 (qui relie Angers à Limoges en passant par Poitiers), de la D 951 (reliant Bellac à Chasseneuil-sur-Bonnieure en passant par Confolens), de la D 675 (qui relie la limite de la Vienne à la limite de la Dordogne en passant par Saint-Junien et Le Dorat), et au croisement de l'itinéraire Bis Paris - Espagne.
Toutes ces routes sont desservies par la déviation contournant la ville de Bellac (mise en circulation en janvier 2007) et permettent donc de rejoindre le centre-ville. La ville est également desservie par l'aéroport de Limoges-Bellegarde grâce à la présence de cars assurant la navette entre l'aéroport et la ville et par une gare SNCF en correspondance avec celles de Limoges et Poitiers (TER).

### Risques majeurs
Le territoire de la commune de Bellac est vulnérable à différents aléas naturels : météorologiques (tempête, orage, neige, grand froid, canicule ou sécheresse), inondations et séisme (sismicité faible). Il est également exposé à un risque technologique,  le transport de matières dangereuses, et à un risque particulier : le risque de radon. Un site publié par le BRGM permet d'évaluer simplement et rapidement les risques d'un bien localisé soit par son adresse soit par le numéro de sa parcelle.

#### Risques naturels
Certaines parties du territoire communal sont susceptibles d'être affectées par le risque d'inondation par débordement de cours d'eau, notamment le Vincou et la Bazine. La commune a été reconnue en état de catastrophe naturelle au titre des dommages causés par les inondations et coulées de boue survenues en 1982, 1988 et 1999,. Le risque inondation est pris en compte dans l'aménagement du territoire de la commune par le biais du plan de prévention des risques inondation (PPRI) de la « Vincou/Gartempe », approuvé le 12 octobre 2007.

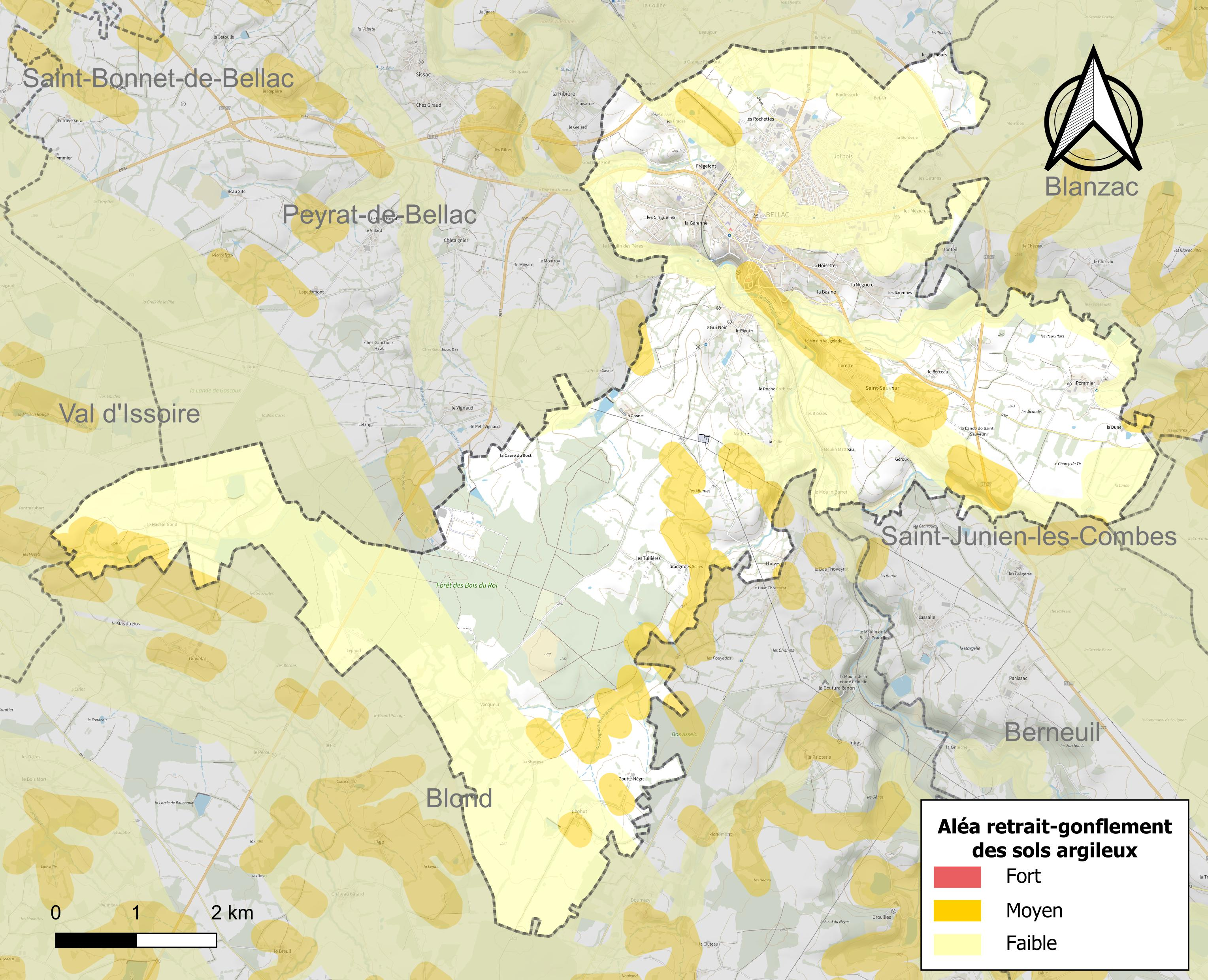
Carte des zones d'aléa retrait-gonflement des sols argileux de Bellac.

Le retrait-gonflement des sols argileux est susceptible d'engendrer des dommages importants aux bâtiments en cas d’alternance de périodes de sécheresse et de pluie. 11,4 % de la superficie communale est en aléa moyen ou fort (27 % au niveau départemental et 48,5 % au niveau national métropolitain). Depuis le 1er octobre 2020, en application de la loi ÉLAN, différentes contraintes s'imposent aux vendeurs, maîtres d'ouvrages ou constructeurs de biens situés dans une zone classée en aléa moyen ou fort,.
La commune a été reconnue en état de catastrophe naturelle au titre des dommages causés par des mouvements de terrain en 1999.

#### Risque particulier
Dans plusieurs parties du territoire national, le radon, accumulé dans certains logements ou autres locaux, peut constituer une source significative d'exposition de la population aux rayonnements ionisants. Selon la classification de 2018, la commune de Bellac est classée en zone 3, à savoir zone à potentiel radon significatif.

## Toponymie
Il existe plusieurs hypothèses fantaisistes sur l'étymologie du nom de lieu Bellac : bella (la guerre), bel (le lieu) et acum (élevé), Bella aqua : un lieu arrosé par de belles eaux, et pourquoi pas le beau lac ? ou encore 'bella' en dialecte marchois : en utilisant les monèmes du parlé ancien, bella peut dire 'bel' (fort) et 'la' (lieu) qui a muté en belle cité (bellac).
Toutes ces hypothèses, énoncées au XIXe siècle avec imagination, ne tiennent plus aujourd’hui. La toponymie possède ses règles et seules les formes anciennes peuvent donner la clé : Belac, vers 1175 ; de Bellaco, 1185 ; de Belaco, vers 1315 (pouillés de la province de Bourges, chronique d'Adémar de Chabannes). Au-delà du folklore, nous ne devons retenir que son étymologie gallo-romaine formée du nom d'homme latin Bellus et du suffixe -acum signifiant « le domaine (agricole) de Bellus ». Cette étymologie suggère que le site était occupé dès l'antiquité.
Ce nom de personne est peut-être un nom d'origine gauloise ou du moins un calque du gaulois belo, bello qui signifie « fort », « puissant », ce qui peut s'appliquer à un personnage (Belisama = « La très puissante », avec suffixe superlatif -sama) ou à la géographie (Bellodunon = « la muraille, ou forteresse, puissante » pour la chaîne alpine de Belledonne).
Le nom de la commune est prononcé [bə.la] ou [bɛ.la] en marchois, dialecte du Croissant, langue de transition entre l'occitan (ici dialecte limousin au sud) et la langue d'oïl (ici dialecte berrichon au nord).

## Histoire
Dans la première moitié du Xe siècle, le comte de la Marche, Boson le Vieux fonde sur un éperon rocheux au-dessus du Vincou, un château de bois aujourd’hui disparu.
La  bourgade se développe grâce aux échanges commerciaux qui font du site de Bellac un carrefour entre le Limousin, la Marche, le Poitou et le Berry. Au milieu du XIIe siècle, Aldebert III, descendant direct de Boson, donne aux bourgeois de la cité une charte de libertés qui accélère le développement du commerce et la diversification des produits vendus. Un siècle plus tard, des tanneurs s’installent au bord du Vincou.
En 1531, Bellac est rattachée définitivement à la Couronne. Un an plus tard, François Ier autorise les bourgeois à établir quatre foires par an et un marché hebdomadaire, confirmant ainsi le destin commercial de la ville. À la même époque est fondé un hôtel-Dieu. Un siècle plus tard les Pères jésuites installent un collège.
Du 6 au 28 mai 1591, les Ligueurs assiègent sans succès la ville, puis se retirent.
En 1663, Jean de la Fontaine séjourne quelques jours à Bellac où il écrit la fable intitulée Le Coche et la Mouche.
En 1800, la cité marchoise devient l’une des sous-préfectures du département de la Haute-Vienne.
Sous le Premier Empire, le 138e régiment d’infanterie s’installe à Bellac. Le régiment disparaît après la débâcle de 1940.
De 1923 à 1928, au 4bis de la rue Denfer-Rochereau, des ateliers du garagiste Louis Jousset sortiront une douzaine de voitures, conçues et construites à Bellac (aucun exemplaire ne subsisterait aujourd'hui).
Le commandant Dumas, chef du maquis de Bellac, décide de créer plusieurs petits foyers de résistance dans le nord de la Haute-Vienne, dont un à Châteauponsac.
Au début de son existence en mai 1944, il est composé de 14 hommes basés dans la grange d’une ferme isolée au Mas Jude.

## Politique et administration

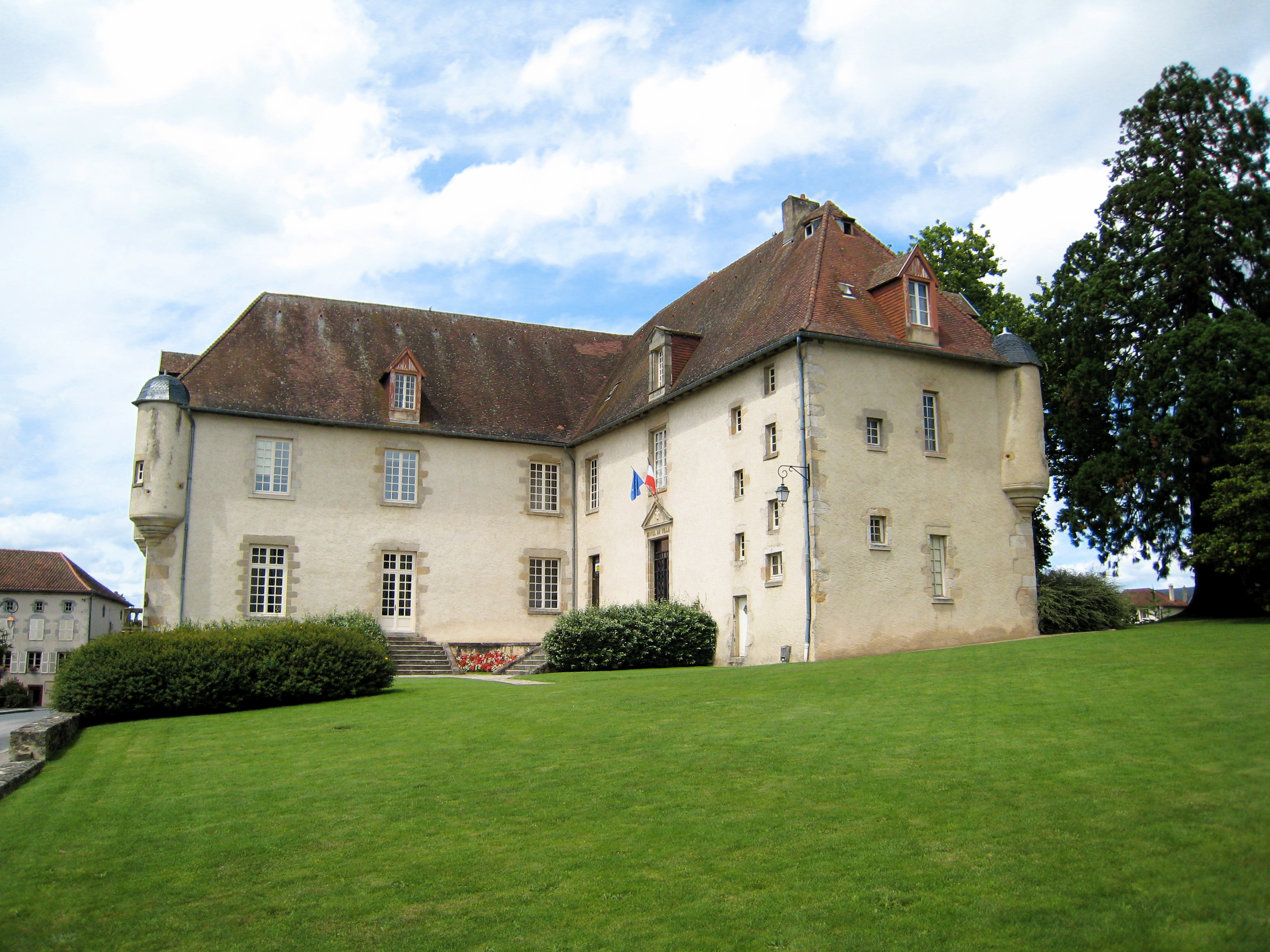
L'hôtel de ville.

### Justice et sécurité
En matière de sécurité, la ville possède une brigade de gendarmerie nationale et une police municipale. 
Concernant la justice, un Tribunal d'instance existait jusqu'au 31 décembre 2009 dans le centre-ville. Rayé de la carte judiciaire, il laisse place au niveau territorial à une simple médiation judiciaire organisée sous forme de permanences. Pour accéder aux tribunaux du ressort, il faut donc se rendre à Limoges. Les locaux de l'ancien Tribunal, qui datent du XIXe siècle, ont été reconvertis depuis septembre 2012 en une médiathèque intercommunale donnant accès à tous les supports les plus complets en termes de références comme de qualité technologique, tout en ayant soin de préserver les qualités architecturales du bâti.

### Jumelages
- Wassertrüdingen (Allemagne) depuis 1983
- Sifoe (Gambie) depuis 2006

### Politique environnementale
Dans son palmarès 2024, le Conseil national de villes et villages fleuris de France a attribué deux fleurs à la commune.

## Population et société

### Démographie
L'évolution du nombre d'habitants est connue à travers les recensements de la population effectués dans la commune depuis 1793. Pour les communes de moins de 10 000 habitants, une enquête de recensement portant sur toute la population est réalisée tous les cinq ans, les populations de référence des années intermédiaires étant quant à elles estimées par interpolation ou extrapolation. Pour la commune, le premier recensement exhaustif entrant dans le cadre du nouveau dispositif a été réalisé en 2008.

En 2022, la commune comptait 3 569 habitants, en évolution de −9,94 % par rapport à 2016 (Haute-Vienne : −0,68 %, France hors Mayotte : +2,11 %).
| 1793  | 1800  | 1806  | 1821  | 1831  | 1836  | 1841  | 1846  | 1851  |
| ----- | ----- | ----- | ----- | ----- | ----- | ----- | ----- | ----- |
| 3 838 | 3 291 | 3 411 | 3 501 | 3 607 | 3 581 | 3 583 | 3 724 | 3 788 |

| 1856  | 1861  | 1866  | 1872  | 1876  | 1881  | 1886  | 1891  | 1896  |
| ----- | ----- | ----- | ----- | ----- | ----- | ----- | ----- | ----- |
| 3 575 | 3 633 | 3 674 | 3 398 | 4 014 | 4 511 | 4 803 | 4 903 | 4 771 |

| 1901  | 1906  | 1911  | 1921  | 1926  | 1931  | 1936  | 1946  | 1954  |
| ----- | ----- | ----- | ----- | ----- | ----- | ----- | ----- | ----- |
| 4 791 | 4 520 | 4 875 | 3 361 | 3 787 | 3 718 | 4 155 | 4 327 | 4 591 |

| 1962  | 1968  | 1975  | 1982  | 1990  | 1999  | 2006  | 2008  | 2013  |
| ----- | ----- | ----- | ----- | ----- | ----- | ----- | ----- | ----- |
| 4 783 | 5 240 | 5 360 | 5 079 | 4 924 | 4 576 | 4 430 | 4 372 | 4 164 |

| 2018  | 2022  | - | - | - | - | - | - | - |
| ----- | ----- | - | - | - | - | - | - | - |
| 3 652 | 3 569 | - | - | - | - | - | - | - |

### Enseignement
- école maternelle Jolibois (publique)
- école maternelle Jean-Giraudoux (publique)
- école primaire Charles Silvestre (publique)
- école primaire Les Rochettes (publique)
- institution privée Sainte-Marie (enseignement de la maternelle à la troisième), aujourd'hui fermée
- collège Louis-Jouvet (public)
- lycée d'enseignement général et technologique (public) Jean-Giraudoux classé dans les trois premiers lycées du limousin obtenant les meilleures notes au baccalauréat.
- lycée d'enseignement professionnel et technique (public) Martin-Nadaud (spécialisé dans les métiers du bâtiment et de l'énergétique)
- centre de formation professionnelle agricole

### Santé
La ville est dotée d'un hôpital sur le site Jolibois (hôpital intercommunal du Haut Limousin), d'un laboratoire d'analyses, de kinésithérapeutes, d'infirmiers, de dentistes, médecins et pharmacies... Il y a également un centre pour handicapés adultes : l'A.R.E.H.A (Association Rééducation Éducation Handicapés Adultes) ainsi qu'une clinique vétérinaire.

## Culture locale et patrimoine

### Lieux et monuments

#### Monuments historiques
- L'église Notre-Dame-de-Bellac (XIIe au XIVe siècle), classée à l'inventaire des monuments historiques depuis le 6 février 1926 : initialement chapelle du château des Comtes de la Marche. Elle a été agrandie par une nef à chevet plat et un gros clocher carré (XIVe siècle) puis par deux chapelles latérales (XVe siècle). L'église combine art roman et gothique avec des colonnes torsadées et un baptistère roman soutenu par trois lions.
- La chasse du XIIe siècle (vers 1130) en cuivre doré avec des émaux incrustés réalisés par les ateliers d'émaux de Limoges. Cette chasse est le plus vieux reliquaire du Limousin.
- Chapelle des Pénitents (Bellac) Chapelle des Pénitents anciennement chapelle de Saint-Jean-Baptiste construite en 1711 et où les sœurs de Croix pratiquèrent leurs exercices de piété tout le temps qu'elles habitèrent Bellac.
- La chapelle Notre-Dame-Lorette (Bellac) | Chapelle Notre-Dame-Lorette dans le village de Saint-Sauveur construite au XVIIe siècle (1621), détruite en 1805 puis reconstruite en 1843, Saint-Sauveur fut à l'origine le siège de la paroisse de Bellac. Elle a ensuite été restylée entre 1863-65 dans un style néo-XIIIe siècle.
- Le Vieux Pont de la pierre (XIIIe siècle) : il a été construit sur le Vincou près d'un ancien passage à gué afin de faciliter les échanges commerciaux vers le sud et l'ouest de la ville.
- L'ancien séchoir à peaux (XVe siècle) ; Bellac possède des tanneries depuis le XIIIe siècle.
- La sous-préfecture (XVIIIe siècle) : cet ancien hôtel appartenait à la famille des Mallebay puis a été acheté par la sous-préfecture par Louis Charles Emmanuel (comte de Coëtlogon, préfet de la Haute-Vienne) en 1860 pour devenir sous-préfecture (c'est donc à cette époque que Bellac devient l'une des sous-préfectures de la Haute-Vienne).
- L'hôtel de ville : ancien castel des Barthon de Montbas (XVIIe siècle), cet hôtel a été construit à l'extérieur de la ville murée dans le quartier Saint-Michel-hors-les-Murs.
- Les vestiges des remparts (XIIIe siècle) avec la tour du consul Genebrias (XVIe siècle) à l'ombre de l'ancien Grand Portail disparu, une des trois entrées de la ville médiévale avec la porte Trilloux et la porte de la Prade.
- Les maisons anciennes du XVe au XVIIIe siècle, ainsi que quartiers et rues pittoresques : les maisons à pans de bois de l'ancien fort entourent l'église sur l'emplacement de l'ancien château dans un dédale de ruelles serrées.
- Le Palais de Justice du XIXe siècle.
- Le monument aux morts. Monument d'inspiration pacifiste dont la sculpture est du limougeaud Henri Coutheillas (1862 - 1928).
- Ancienne chapelle de l'hôpital et maternité, Rue Vergniaud.
- Chapelle à La Gasne, route de la Gasne.
- Chapelle au Gui Noir, route de la Gasne.

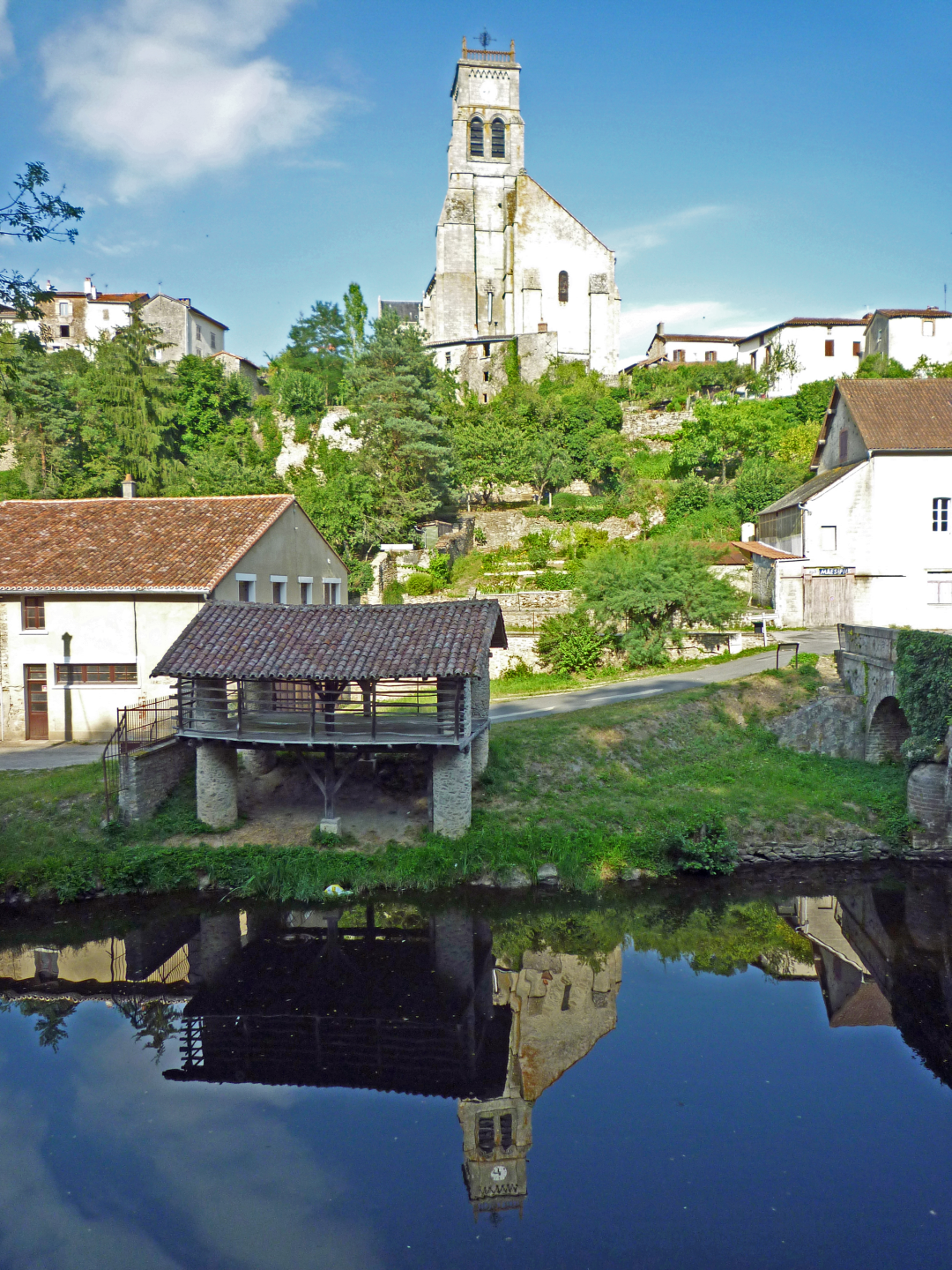
L'église Notre-Dame et l'ancien séchoir à peaux.
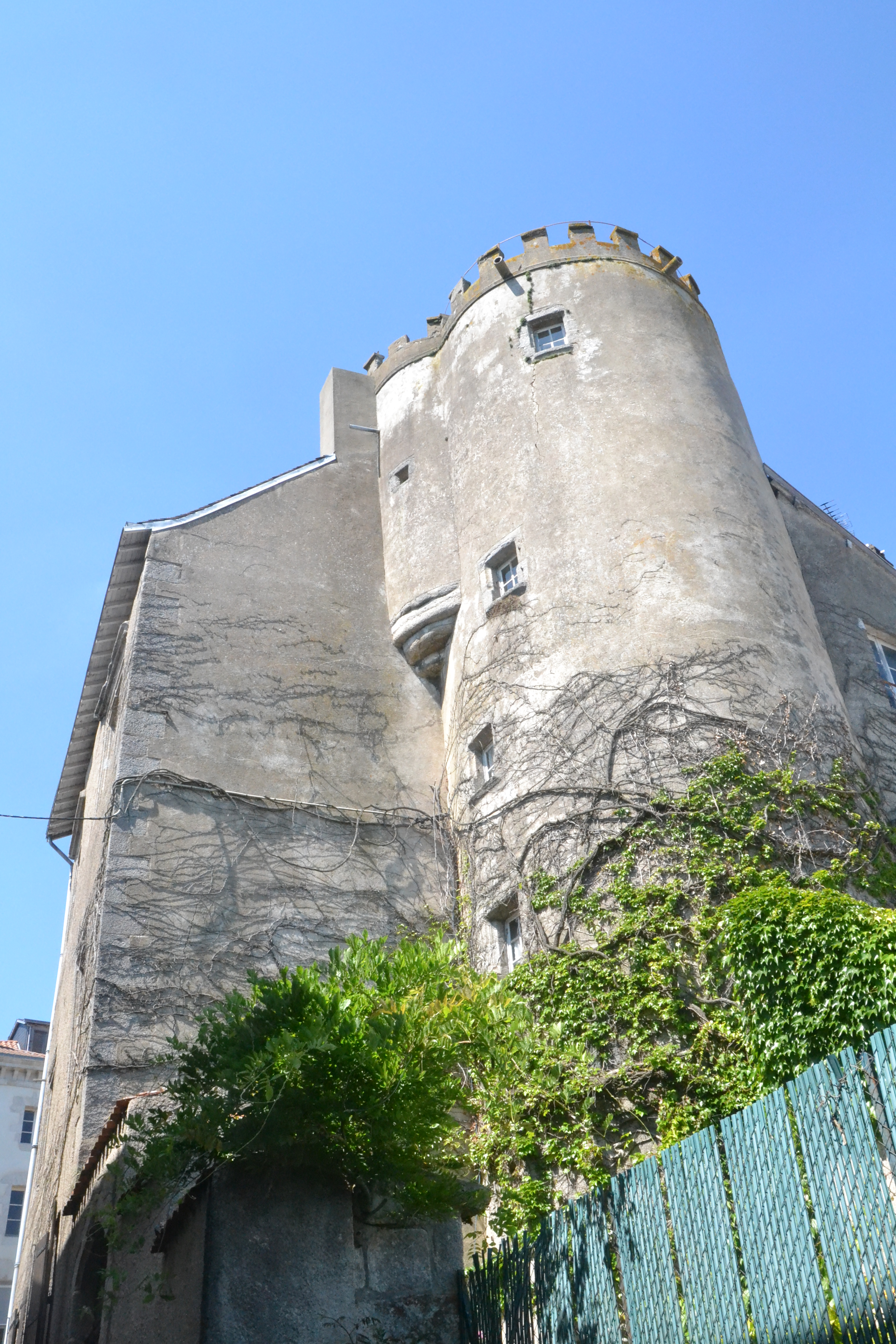
L'ancienne tour Genebrias.
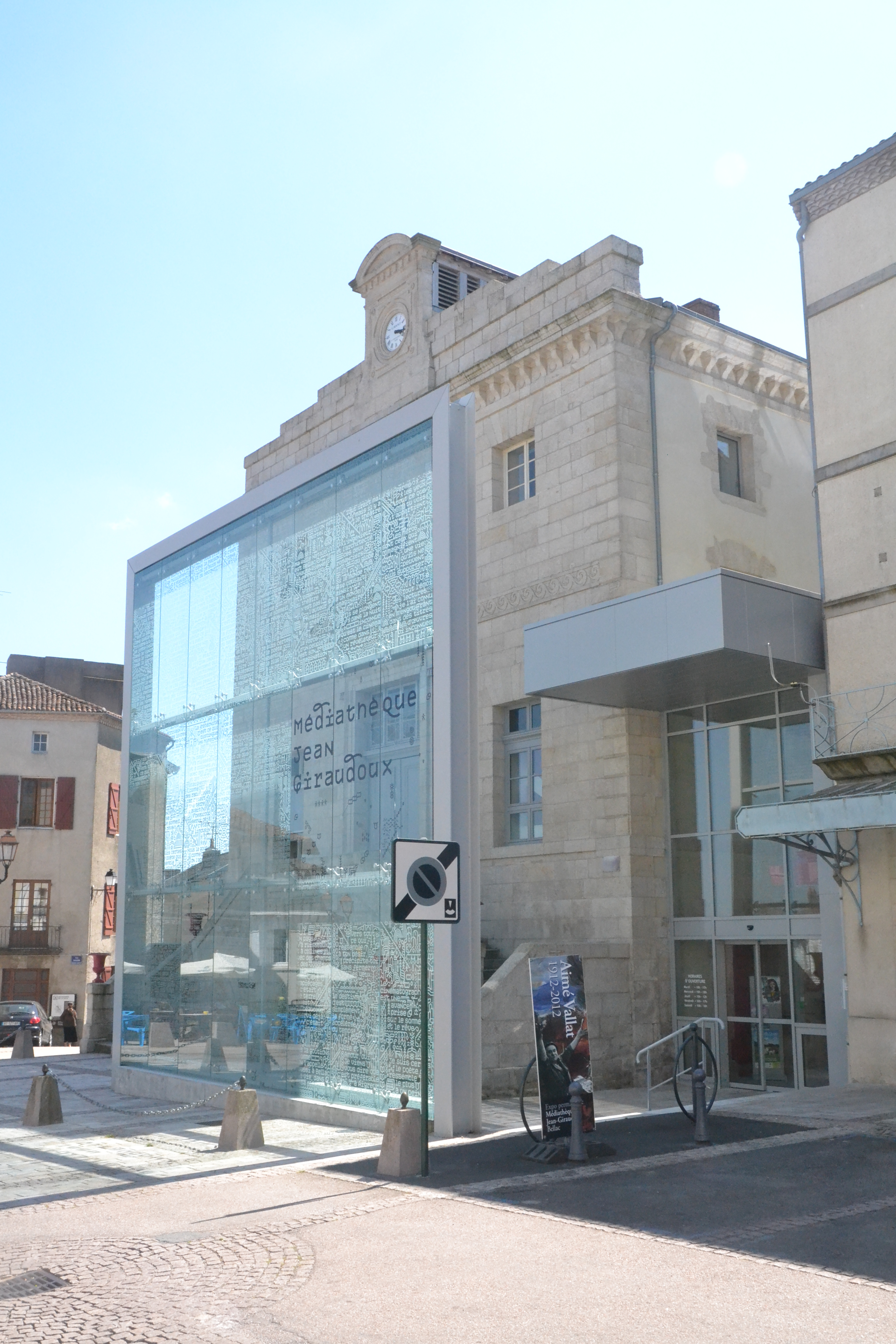
La médiathèque Jean-Giraudoux.

### Espaces verts

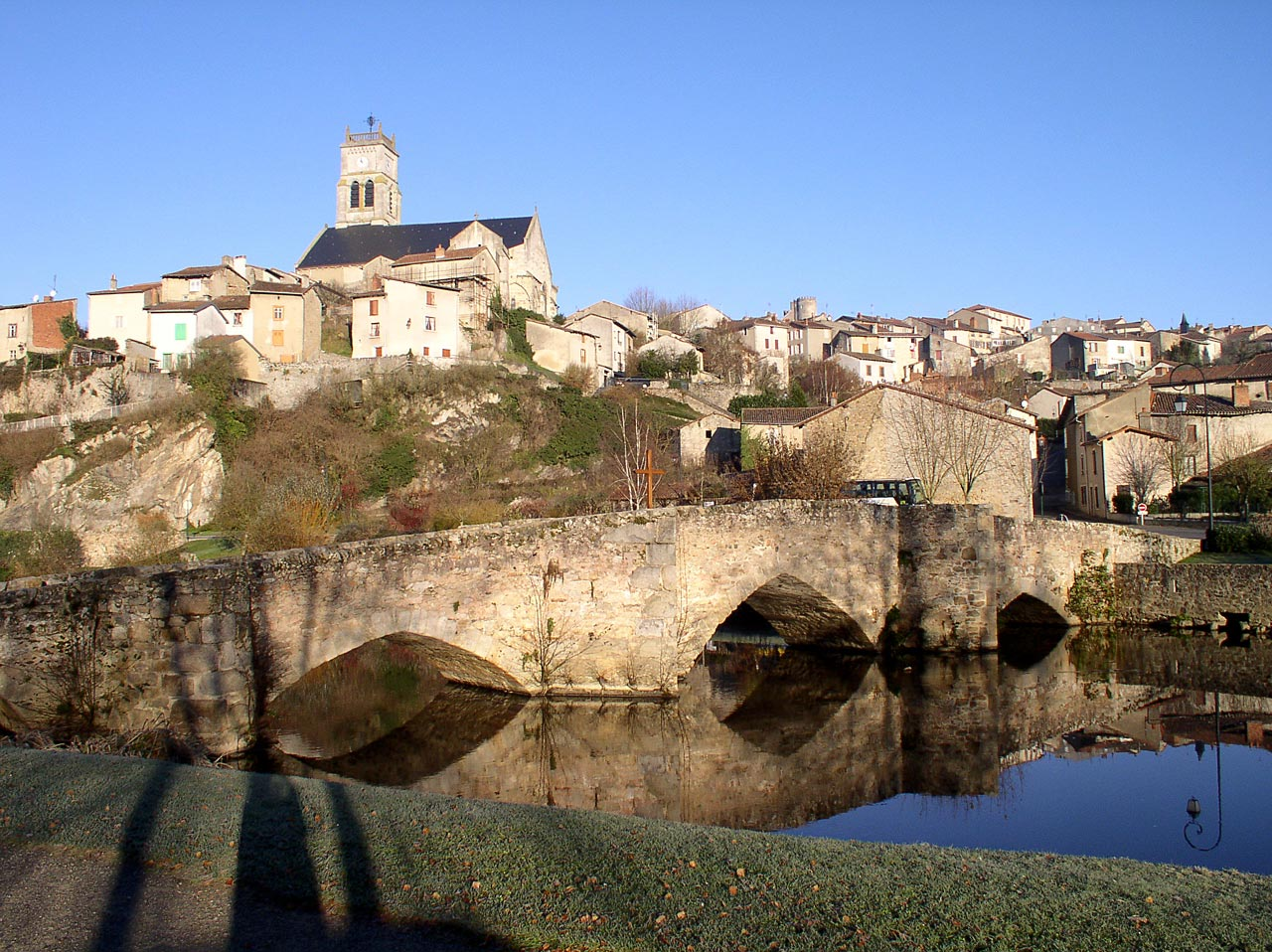
L'église Notre-Dame de Bellac et le vieux pont sur le Vincou.

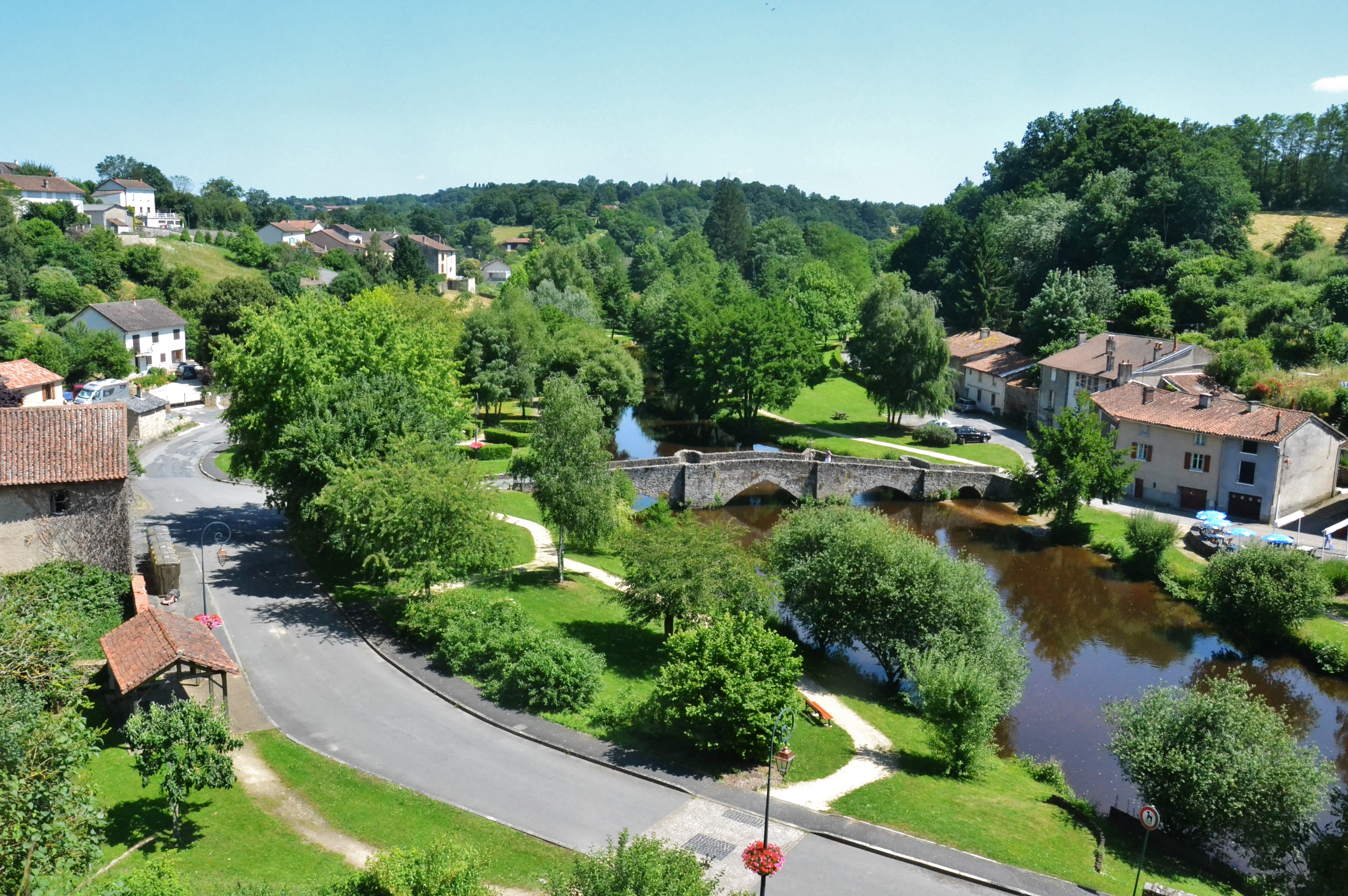
Les rives du Vincou à Bellac.

- Rives du Vincou : aménagées pour la pêche (accès handicapés), la détente (tables et bancs), le sport (panier de basket), les promenades (sentiers sécurisés), les enfants (espace jeu: toboggan...) et lieu chargé d'histoire (pont de la pierre ainsi que vue sur l'église)...
- Parc Charles-Silvestre : situé au cœur de la ville ; doté d'un kiosque.
- Parc Jolibois ou parcours du Cœur : parc arboré et aménagé de sentiers goudronnés et de nombreuses installations en bois (poutre...) pour pratiquer des activités physiques détaillées par des panonceaux. Le parc est situé dans le quartier Jolibois et permet aussi le repos (nombreux bancs) et les loisirs (toboggan).
- Parc Guy-Boussely ou parc de la Mairie : petit parc situé à l'entrée de l'hôtel de ville où est dressé un monument à l'effigie de l'œuvre de Jean Giraudoux.
- Square Wassertrüdigen : situé dans le vieux Bellac.
- Plusieurs sentiers pédestres : annoncés par des balises de couleurs.

### Équipements culturels
La ville est dotée depuis 2002 d'un théâtre créé sous l'impulsion du festival de Bellac.

### Manifestations culturelles et festivités

#### Marchés et foires
- marchés tous les mercredis (place du Champ-de-Foire), les jeudis (ancienne place du Marché) et les samedis (marché le plus important de la semaine, sur le champ de foire).
- foire locale le 1er de chaque mois
- foire nationale de reproducteurs ovins (septembre)
- marchés de Noël (décembre)
- marchés d'été (juillet-août)

#### Évènements et fêtes
- Nocturne de Bellac (septembre) : elles permettent de découvrir le patrimoine historique de la ville.
- Tech Ovin (tous les deux ans, les années impaires en septembre): salon professionnel du mouton qui rassemble tous les deux ans 330 exposants pour 13 000 visiteurs.
- Fête de l'agneau (juin-juillet)
- Tournois de tennis (juillet)

#### Festivals

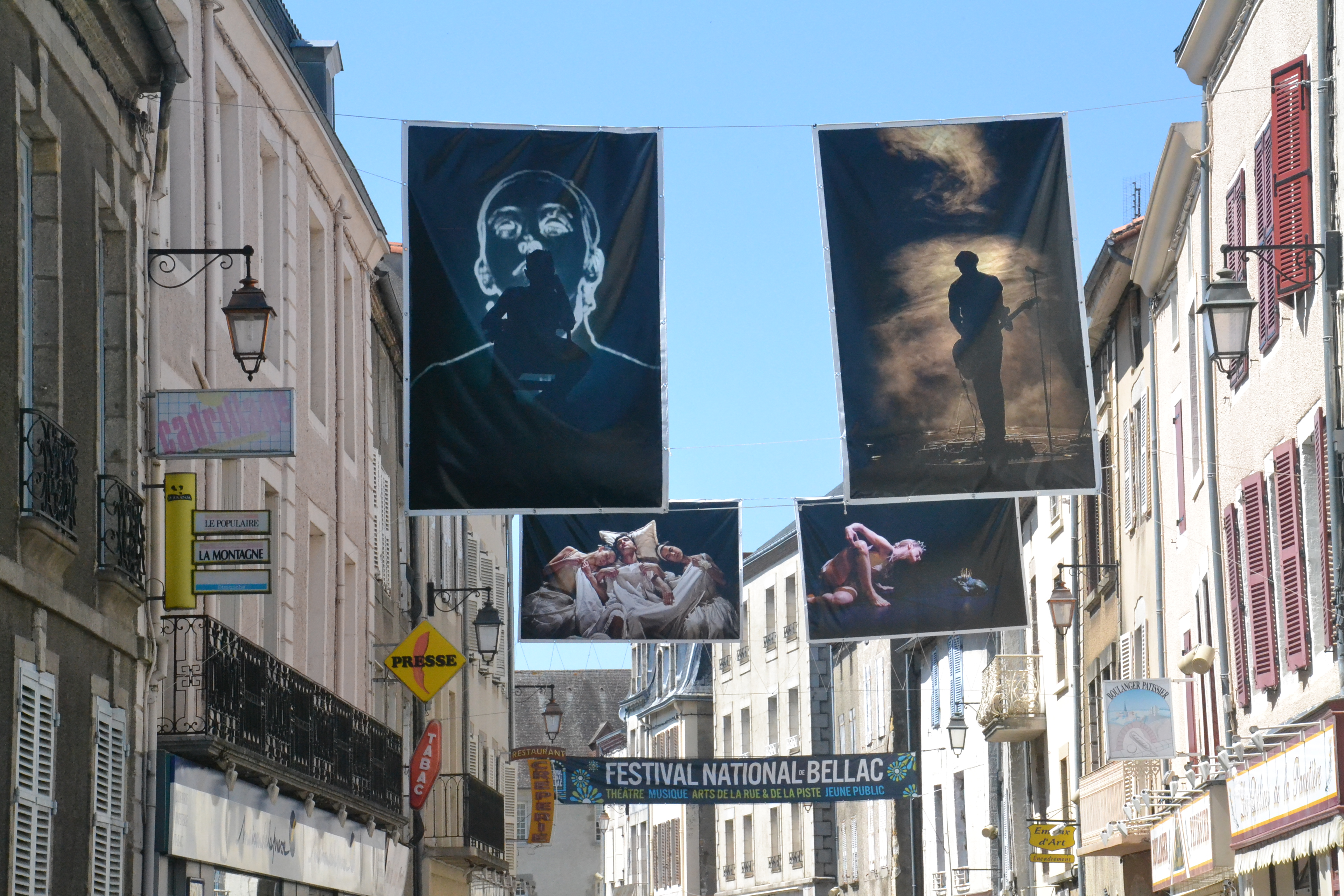
Affiches et banderoles du festival dans les rues de Bellac.

Le festival de Bellac est un festival de théâtre et d'arts de la scène, créé en 1953 en mémoire de Jean Giraudoux, natif de la ville. Il présente de nombreux spectacles de théâtre, de marionnettes, de cirque et d'arts de la scène.

### Personnalités liées à la commune

#### Nées à Bellac
- Jean-François Desbordes (1767-1828), homme politique, député de la Haute-Vienne en 1815, pendant les Cent-Jours.
- Pierre Arbelot de Vacqueur (1804-1881), militaire, général de brigade de cavalerie en 1860, officier de la Légion d'Honneur ; Il a dirigé le combat de Longeau qui a opposé le 16 décembre 1870, lors de la Guerre franco-allemande de 1870, des éléments de la place de Langres à une brigade prussienne commandée par le général von der Goltz. Une rue de la ville porte son nom.
- Pierre Babaud de la Chaussade (1706-1792), fournisseur de la marine royale, à la fois maître de forges et propriétaire forestier.
- Georges Berry (1855-1915), homme politique.
- Agnès Clancier (1963-), écrivaine.
- Pierre Génébrias de Gouttepagnon (1763-1844), député de la Haute-Vienne.
- Jean Giraudoux (1882-1944) ; natif de Bellac, il écrit notamment L'Apollon de Bellac en 1942.
- Loïc Guillon (1982-), footballeur (poste de défenseur central), a joué au club de Bellac.
- Jean-Baptiste Maurat Ballange, homme politique.
- Marcel Mocœur, homme politique.
- Vincent Monteil (orientaliste) (1913-2005), orientaliste français.
- Henri Parinaud (1844-1905), ophtalmologue et neurologue, considéré comme le fondateur de l'ophtalmologie française.
- Jean-Gabriel Périot (1974-), réalisateur.
- Marcel Roux (1909-1993), architecte et urbaniste.

#### Décédées à Bellac
- Jean-Michel Lacroix (1749-1820), homme politique.
- François Lafleur-Laclaudure (1800-1877), homme politique.
- Charles Silvestre (1889-1948), romancier.

#### Actives à Bellac
- Georges Guingouin (1913-2005), a été scolarisé à l'école primaire supérieure de Bellac.
- Jacques-Michel Faure (1942-), homme politique, député maire de Bellac.
- Joseph Guillemot (1899-1975), athlète, champion olympique sur 5 000 mètres en 1920 ; il a été membre d'un régiment à Bellac.
- Georges Lamousse (1909-1992), personnalité politique, y a suivi ses études primaires.
- Théodore Lavignère (1806-1879), homme politique, avocat à Bellac.
- Pierre Robert, sieur de Saint-Sornin-la-Marche et de Villemartin (Dinsac) (1589-1658), député du Tiers État pour la sénéchaussée de la Basse Marche aux États Généraux de 1614, lieutenant général de cette sénéchaussée de 1614 à 1647.
- Marie-Noëlle Agniau (1973-), poète et philosophe, y a enseigné la philosophie au lycée.

### Héraldique
|  | Les armoiries de Bellac se blasonnent ainsi : D'argent au château d'or, maçonné de sable, couvert d'une toiture en dos d'âne du même, flanqué de deux tours et donjonné d'une autre tour d'or, couvertes de sable et pavillonnées du champ, le tout sur une mer d'azur ; au chef d'azur chargé de trois fleurs de lis d'or mal ordonnées. |